# Folle d'amore - Alda Merini
Folle d'amore - Alda Merini è un film per la televisione italiano del 2024 diretto da Roberto Faenza, liberamente ispirato al libro Perché ti ho perduto di Vincenza Alfano, e che narra la vita della poetessa Alda Merini.

## Produzione
Le riprese del film sono state effettuate per sei settimane tra ottobre e novembre 2022.
Benché le vicende si svolgano a Milano, la città è stata interamente riprodotta a Torino, sia per ambientazioni esterne che per gli interni che raccontano i luoghi attraversati dalla poetessa nella sua vita. È il caso, per esempio, della Chiesa dello Spirito Santo al posto della Chiesa di Santa Maria delle Grazie al Naviglio, luogo del matrimonio della giovane Merini con Ettore Carniti nel 1954; particolarmente degna di nota è anche la ricostruzione dell’ospedale psichiatrico Paolo Pini di Milano, dove la donna allora trentenne rimase dal 1961 al 1972, interamente riprodotto presso la Certosa reale di Collegno. Altre località scelte da Film Commission Torino Piemonte sono: la Pasticceria Abrate, gli edifici di corso Vercelli e via del Fortino, la villa “Il Gibellino”, il Caffè Elena, il Collegio San Giuseppe, la Trattoria Decoratori & Imbianchini e l’Housing Cimarosa.

## Accoglienza
Il film è stato trasmesso in prima visione e in prima serata su Rai 1 il 14 marzo 2024, ed è stato visto da 2 948 000 telespettatori pari al 16,5% di share.